# Campo de Golfe da Madeira
De Campo de Golfe da Madeira is de oudste golfclub op het Portugese eiland Madeira.
De club werd in 1937 opgericht ten behoeve van de vele Britten die op het eiland overwinterden. Er was toen een 9-holes-baan. De club verhuisde in 1991 naar Santo da Serra, waar onder leiding van Robert Trent Jones een 18-holesbaan werd aangelegd. De nieuwe naam van de club is Clube de Golf Santo da Serra. Er zijn nu 27 holes. De baan ligt op 700 meter boven de zeespiegel.
De club is gastheer geweest van het Madeira Island Open van 1993 t/m 2008.